# Ici et là-bas
Pour plus de détails, voir Fiche technique et Distribution.
Ici et là-bas est une comédie française réalisée par Ludovic Bernard, sortie en 2024.
Elle est présentée dans la sélection officielle du festival de l'Alpe d'Huez en 2024.

## Fiche technique
Sauf indication contraire, les informations mentionnées dans cette section peuvent être confirmées par la base de données cinématographiques Allociné,  présente dans la section « Liens externes ».
- Titre original : Ici et là-bas
- Réalisation : Ludovic Bernard
- Scénario : Sarah Kaminsky et Kamel Guemra
- Musique : Guillaume Roussel
- Décors : Mélissa Ponturo
- Costumes : Stéphanie Watrigant
- Photographie : Vincent Richard Marquis
- Son : Amaury de Nexon, Gaël Nicolas et Jerôme Wiciak
- Montage : Vincent Zuffranieri
- Production : Philippe Rousselet, Jonathan Blumental et Patrice Arrat
- Sociétés de production : Newen, Studiocanal, TF1 Films Production, TF1 Studio, Prelude
- Société de distribution : Studiocanal
- Pays de production :  France
- Langue originale : français
- Format : couleur — 2,35:1
- Genre : comédie
- Durée : 90 minutes
- Dates de sortie :
  - France : 17 avril 2024

## Distribution
Sauf indication contraire, les informations mentionnées dans cette section peuvent être confirmées par la base de données cinématographiques Allociné,  présente dans la section « Liens externes ».
- Ahmed Sylla : Sékou
- Hakim Jemili : Adrien
- Hugo Becker : Julien Bergeron, le collègue de Sékou
- Valérie Zaccomer : madame Lehman, la patronne de Sékou
- Luiza Benaïssa : Nora, l'épouse de Sékou
- Seynabou Gueye : Aminata, la compagne d'Adrien
- Brigitte Aubry : Madeleine, la mère d'Adrien
- Laurent Richard : Gilbert, le père d'Adrien
- Eriq Ebouaney : le professeur Ibrahima
- Ibrahima Ba : le patron du barbershop
- Annelise Hesme : Caroline Berthier
- Audrey Looten : Alexandra Malbec
- Stéphane Pezerat : Olivier Malbec
- Étienne Guillou-Kervern : Erwan Le Plouadec
- Aurore Pourteyron : Nolwenn Le Plouadec
- Yann Papin : monsieur Einaudi
- Caroline Rochefort : madame Einaudi
- Philippine Delaire : la vendeuse de l'animalerie
- Florence Muller : la femme médecin à la gare routière
- Assia Said Hassani : Camille-Khadija, fille de Sékou et Nora
- Aaron Zach : Louis-Djibril, fils de Sékou et Nora
- Boubacar Kabo : Aliou

## Box-office
Le film sort en France le 17 avril 2024, il réalise 22 710 entrées pour sa première journée.
Son premier week-end cumule 124 268 entrées et se classe deuxième des sorties de la semaine.
156 824 entrées sont comptabilisées en première semaine.